# ICNIRP
International Commission on Non-Ionizing Radiation Protection (ICNIRP; Międzynarodowa Komisja ds. Ochrony Przed Promieniowaniem Niejonizującym) jest organizacją niezależnych naukowców składająca się z głównej komisji, do której należy 14 członków, 4 Stałych Komitetów Naukowych badających epidemiologię, biologię, dozymetrię i promieniowanie optyczne i doradztwo ekspertów. ICNIRP zajmuje się badaniem i podnoszeniem świadomości na temat możliwych skutków ubocznych na zdrowiu człowieka wywołanych przez narażenie na promieniowanie niejonizujące. Siedziba organizacji znajduje się w Niemczech.